# Erté

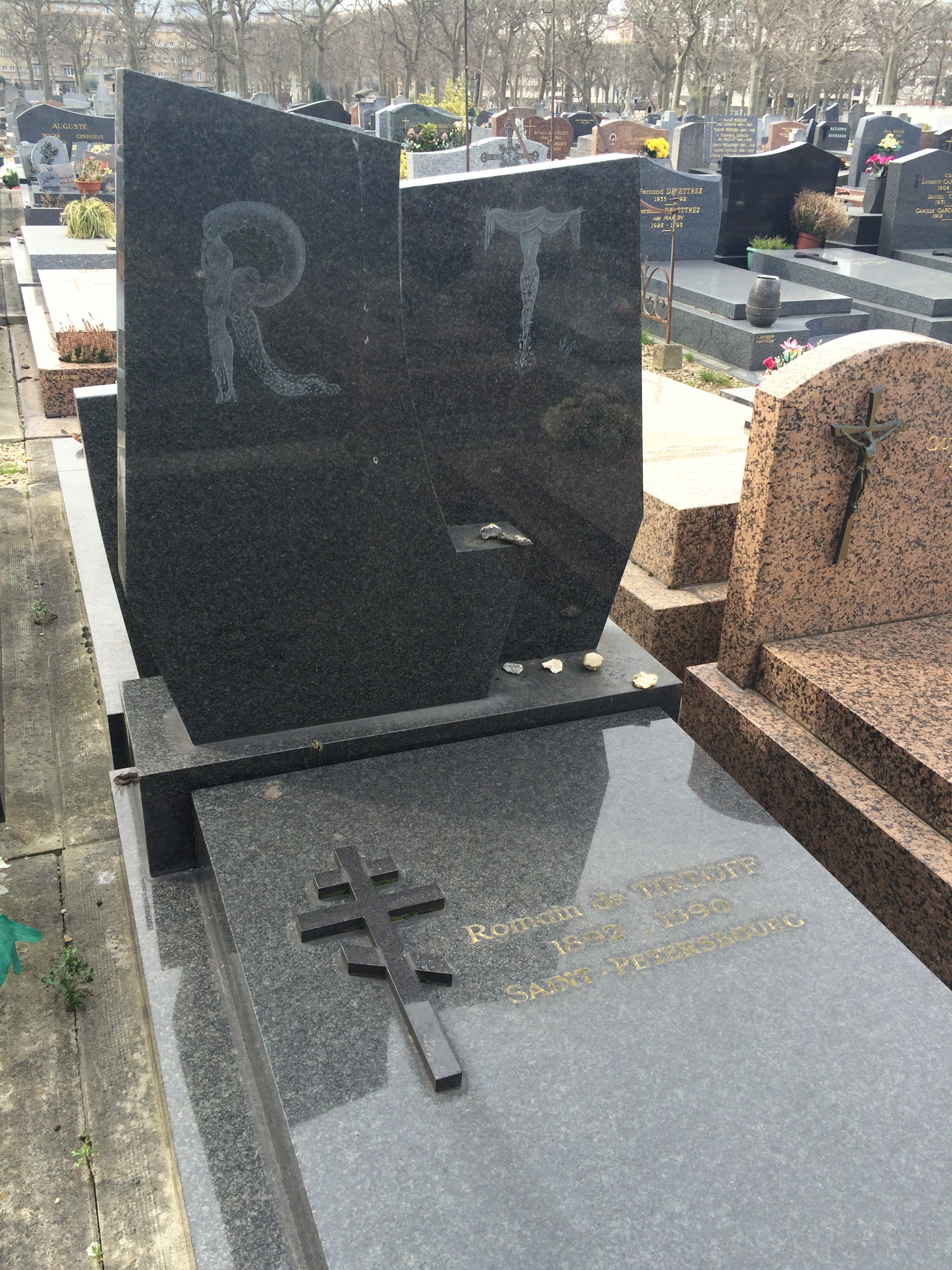
Tombe de Erté au cimetière nouveau (div. 9) de Boulogne-Billancourt (Hauts-de-Seine).

Romain de Tirtoff dit Erté, né Роман Петрович Тыртов le 10 novembre 1892 à Saint-Pétersbourg et mort le 21 avril 1990 à Paris 14e, est un artiste  russe naturalisé français.

## Biographie

### Enfance
Né Roman Petrovitch Tyrtov (Роман Петрович Тыртов) à Saint-Pétersbourg, il dessine à 5 ans son premier costume, influencé par sa mère tatare « à l'élégance raffinée » qui l'a inspiré plus tard dans ses images de femmes « fatales et sinueuses ». Il est également fasciné par les revues de mode  que sa mère regardait. Son père, tatar , l'amiral Piotr Ivanovitch Tyrtov, attendait de son fils qu'il perpétue la tradition familiale en devenant officier dans la marine. Il suit d'abord des études à l’Académie de Saint-Pétersbourg et dans l’atelier d’Ilia Iefimovitch Répine (en 1906). Il prend les pseudonymes de Pitch et Tir et publie des croquis de mode dans la revue Damskij mir.

### Paris

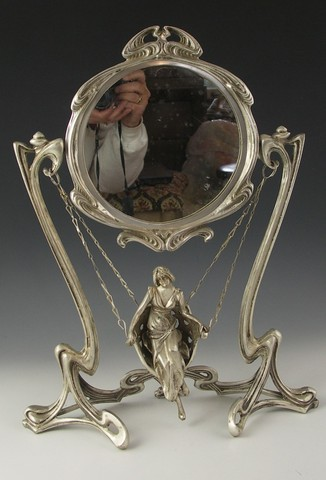
Demoiselle à la balancelle.

En 1907, à l'âge de quinze ans, il vient à Paris et fait quelques essais artistiques pour les maîtres en place, sous le pseudonyme Erté. Il réalise également une sculpture en bronze argenté, la Demoiselle à la balancelle, de style Art nouveau, laquelle est tirée à dix exemplaires,. Il s'installe à Paris en 1910 puis à Boulogne-sur-Seine. En 1911, il suit des cours à l’Académie Julian tout en réalisant des dessins de mode. Il dira de cette année passée à Paris « I did not discover  Beardsley until when I had already been in Paris for a year ». En 1912, Romain de Tirtoff obtient d'être envoyé à Paris pour apprendre le métier de designer. Il adopte un pseudonyme pour ne pas « déshonorer » sa famille. Il conçoit ses premiers décors pour la présentation de robes de bal de type oriental pour le grand couturier Paul Poiret, puis les décors pour la pièce Le Minaret en 1913 pour le directeur de théâtre Jacques Richepin. Sa carrière est lancée. Il dessine également à l'encre de Chine pour la Gazette du Bon Ton. Dès 1915, il obtient son premier contrat important, qui durera vingt-deux ans, avec le magazine Harper's Bazaar puis mena à bien une brillante carrière de conception de costumes et de décors de théâtre.

### Dessins de mode

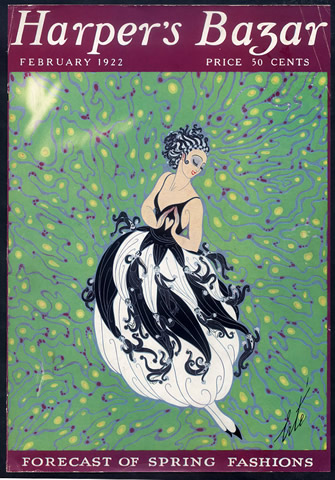
Couverture par Erté du Harper's Bazar de février 1922.

Erté est surtout connu pour ses élégants dessins de mode qui reflètent la période Art déco dans laquelle il vivait, le plus connu étant sans doute Symphonie en noir qui représente une grande femme élancée vêtue de noir et tenant en laisse un lévrier noir. Ses personnages délicats et sophistiqués, ses dessins séduisants se reconnaissent tout de suite à leurs courbes géométriques et ses idées comme son art ont influencé la mode jusqu'au XXIe siècle.
Il travaille pour Harper's Bazar à partir de 1915 jusqu'à en devenir un symbole de ce magazine, mais également pour Vogue. Ruiné lors de la crise de 1929, il réduit ses prétentions. En conflit avec la rédactrice en chef Carmel Snow, son contrat avec Harper's Bazaar s'arrête. Il est remplacé au sein du magazine par Cassandre.

### Théâtre et cinéma

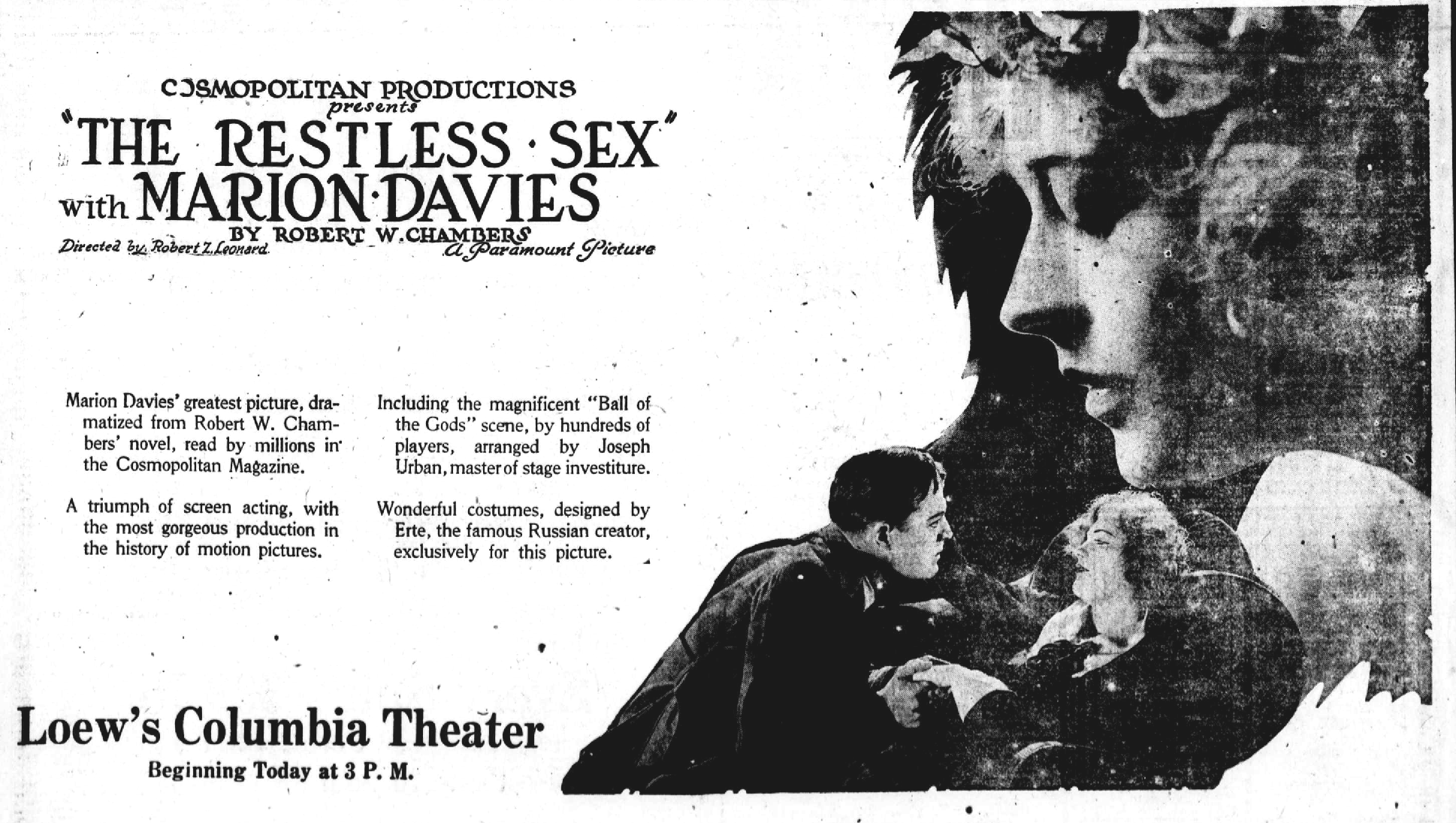
De magnifiques costumes, conçus par Erté, le célèbre créateur de Russie, exclusivement pour ce film. Promotion de 1920.

Erté réalise ses premiers costumes de scène pour le théâtre de la Renaissance à Paris et pour la danseuse Mata Hari. On retrouve ses costumes et décors dans les Ziegfeld Follies de 1923. En 1925, Louis B. Mayer l’emmène à Hollywood pour concevoir les décors et les costumes du film Paris de Edmund Goulding. Toujours pour la Metro-Goldwyn-Mayer, il collabore à  Ben-Hur, La Sorcière, Le Grand Destructeur (Time, the Comedian) et Dance Madness de Robert Z. Leonard et La Bohème de  King Vidor.
Dans les années 1930, il dessine les costumes pour plusieurs spectacles des Folies Bergère et les George White's Scandals (en) à New York.
Lors des enchères de costumes de l'ancien music-hall des Folies Bergère, organisées à Paris en juin 2012, les sérigraphies d'Erté (série de 26 lithographies des lettres de l'alphabet et chiffres figurés par des corps de femmes) ont été adjugées 25 000 €.
Erté a travaillé toute sa vie pour des revues, des ballets et des opéras mais sa carrière s'est quelque peu arrêtée avec la Seconde Guerre mondiale. Il a également décoré des lofts, comme celui du Folie’s Pigalle.

### Peintre et sculpteur
Erté devient sculpteur en 1960 en réalisant notamment des œuvres fantastiques et abstraites en aluminium, en fer, en cuivre et en bois, peints de couleurs vives. Il expose en 1964 à la galerie Ror Volkmar à Paris. En 1967, le sociologue américain Eric Estorick (1913-1993), devenu marchand d'art londonien, relance sa carrière, cette fois ci en tant que peintre à la gouache. La renaissance de l'Art déco lui font connaître un très vif succès au cours d'expositions à Londres et à New York. En 1980, il réalise des sculptures en bronze patinées avec de la couleur. Il crée aussi des bijoux et des objets d'art. A la fin de sa vie, il collabore avec Georges Vriz pour la création de mobilier et la réalisation de son alphabet en marqueterie.
Surnommé le « père des Arts déco »[réf. nécessaire], il a exercé une grande influence sur le style et le design du XXe siècle. L'influence exercée par Erté sur le style et la demande pour cet art subsiste.  Il s'est aussi dirigé dans les gravures à édition limitée, les sculptures en bronze et le prêt à porter. Plusieurs de ses peintures figurent dans des musées du monde entier dont le musée 1999 à Tokyo qui possède une importante collection de ses œuvres, le Metropolitan Museum of Art de New York, le Musée d'art du comté de Los Angeles, la Smithsonian Institution à Washington et le Victoria and Albert Museum à Londres.
Il meurt le 21 avril 1990 à Paris et est enterré au cimetière Pierre-Grenier (9e division) à Boulogne-Billancourt, où il résidait.

## Hommages et distinctions
En 1971, une partie de son œuvre est présentée à la galerie Le Proscénium à Paris.
En 1976, il reçoit le titre d'officier des Arts et des Lettres. En 1982, la Ville de Paris lui remet la médaille de vermeil.